# Taler (Tezaurul de la Pietroasa)
Talerul este un obiect component al Tezaurului de la Pietroasa, care este datat în secolul al IV-lea e.n. și a fost descoperit în anul 1837 în județul Buzău, comuna Pietroasele, Dealul Istrița,  de către doi pietrari Ion Lemnaru și Stan Avram. Talerul este piesa cea mai masivă și mai mare dintre toate obiectele componente ale tezaurului. În momentul în care această piesă i-a fost dată lui Anastase arnăutul (Verusi), acesta l-a spart cu toporul în patru bucăți. Paul Telge, restauratorul din anul 1884, a unit cele patru sferturi prin intermediul unor mici discuri din argint pe care le-a aplicat pe spatele talerului. Prin comparație cu valoarea aurului folosit, întreaga lucrare este lipsită de finețe și nu are un interes artistic demn de menționat. Decorul și motivele folosite la talerul de la Pietroasa sunt dintre dintre cele mai comune ornamente pe care le foloseau meșterii făurari din mai toate timpurile. Aspectul de masivitate generat creativ ca urmare a unui gust plin de primitivism, ca și execuția neglijentă, sumară, sunt motive suficiente pentru care cercetătorii Tezaurului de la Pietroasa să indice o proveniență indigenă.

## Note

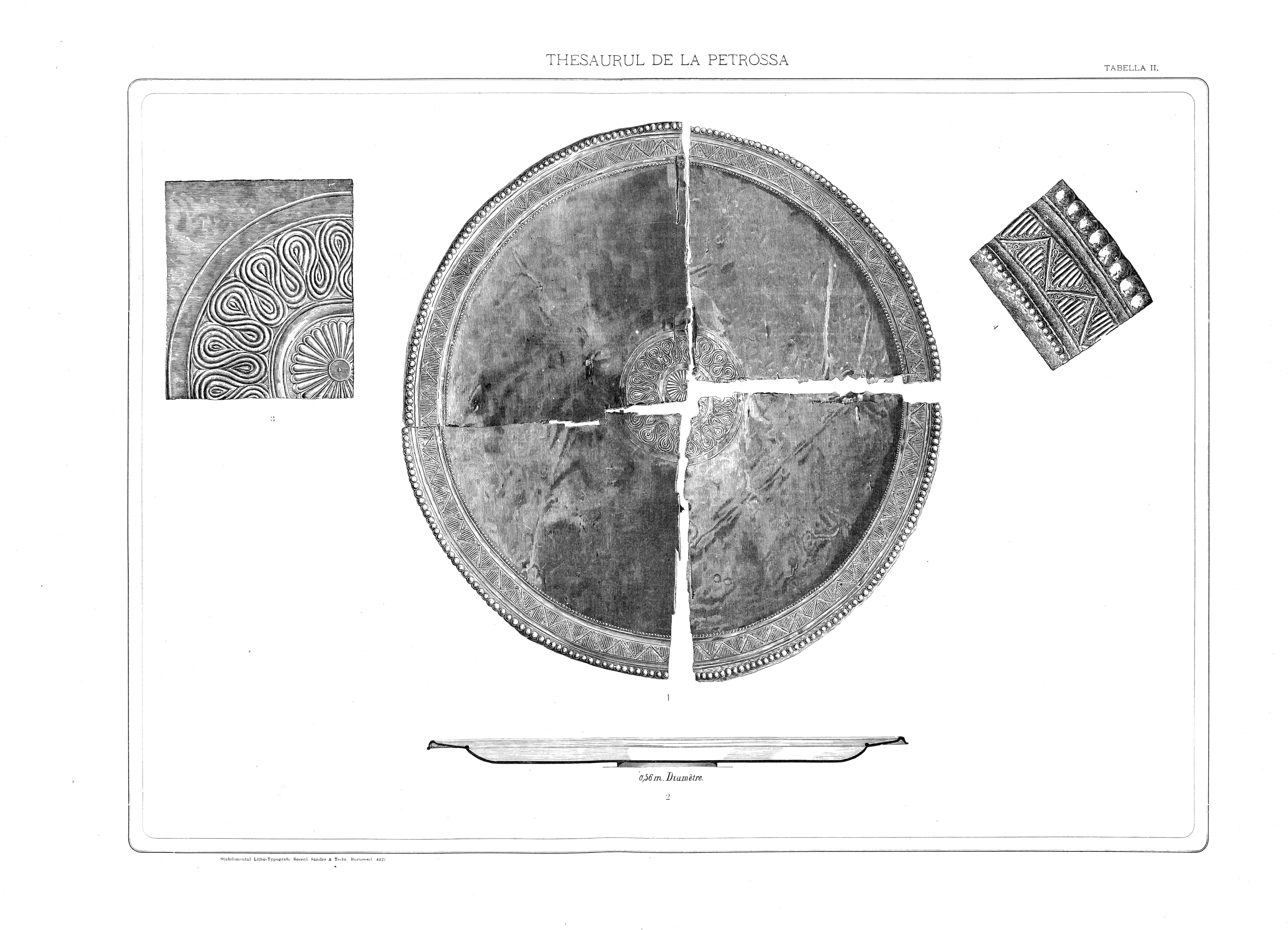
Talerul de la Pietroasa înainte de restaurare - în gravura lui Henric Trenk, publicată de Alexandru Odobescu în Le Trésor de Pétrossa, vol. II, 1896

## Origini
După cum a rezultat din interogatoriile ce au fost luate în anul 1838 celor care au descoperit tezaurul de la Pietroasa, a reieșit că aceștia au găsit un număr de 22 de obiecte, vase de aur, bijuterii și două inele cu inscripții. Când au fost descoperite, obiectele erau învelite într-o masă neagră de origine necunoscută, probabil un material organic ca pielea sau cârpa cu care au fost acoperite înainte de a fi îngropate. Din cele 22 de piese s-au recuperat doar 12 obiecte. Dintre toate, doar cinci au fost lucrate doar din aur: cana sau ibricul (oenochoe), platoul sau talerul cel mare, frânt în patru, patera sau sinia, cea cu decor în relief cu o statuetă ce ține un pahar în mâini, colanul cu inscripție cu rune gotice și colanul simplu. Celelalte șapte piese: patru fibule, două vase poligonale și un colan, au fost împodobite cu pietre prețioase. Se presupune că cele zece obiecte pierdute au fost patru colane din care două cu pietre prețioase, unul cu inscripție, o fibulă mică presupusă a fi pereche cu cea care s-a păstrat,  o cană similară cu cana oenochoe, o pateră simplă nedecorată și două brățări cu pietre prețioase.
Cele 12 obiecte care au putut fi recuperate, au fost furate în anul 1875 de Dumitru Pantazescu-Popescu din Muzeul de Antichități din București. Ca urmare, colanul cu inscripție a fost tăiat cel puțin în patru bucăți de către argintarul Costache Constantinescu din București, caracterele runice înscrise fiind deteriorate până la a fi indescifrabile. Din fericire, Societatea Arundel a făcut la Londra, cu ceva vreme înaintea furtului, fotografii detaliate ale colanului, astfel încât astăzi, caracterele au putut fi reconstituite cu un grad relativ de exactitate.
Prin faptul că întreagul tezaur prezintă o calitate superioară a meșteșugului cu care au fost realizate obiectele care-l formează, cercetătorii sunt sceptici că acesta ar fi fost confecționat de populația indigenă. În anul 1879 când se înregistra una dintre primele lucrări privitoare la tezaur, Taylor  a speculat ideea că obiectele ar fi o parte din câstigurile pe care goții le-au obținut ca urmare a incursiunilor pe care le făceau în provinciile romane Moesia și Tracia (perioada 238 - 251). Există și o altă teză timpurie pe care a propus-o Alexandru Odobescu în anul 1889, teorie pe care a preluat-o și Constantin C. Giurescu în anul 1976. Aceasta l-a identificat pe Athanaric, regele vizigoților ca proprietar de drept al tezaurului, fiind presupusă dobândirea lui în conflictul pe care Athanaric l-a avut în anul 369 cu Împăratul roman Valens. Catalogul Goldhelm din anul 1994, a adus ipoteza că obiectele componente ale tezaurului ar fi putut fi și cadouri pe care unii conducători germanici le-ar fi primit de la liderii romani.

## Descriere
Talerul este piesa cea mai masivă și mai mare dintre toate obiectele componente ale Tezaurului de la Pietroasa. Are un diametru de 56 centimetri și o greutate totală de 7130 grame de aur. Pietrarii care au descoperit comoara, au găsit-o acoperită de această tavă. În momentul în care talerul i-a fost dat lui Anastase arnăutul (Verusi), acesta l-a spart cu toporul în patru bucăți. Paul Telge, restauratorul din anul 1884, a unit cele patru sferturi prin intermediul unor mici discuri din argint pe care le-a aplicat pe spatele talerului.

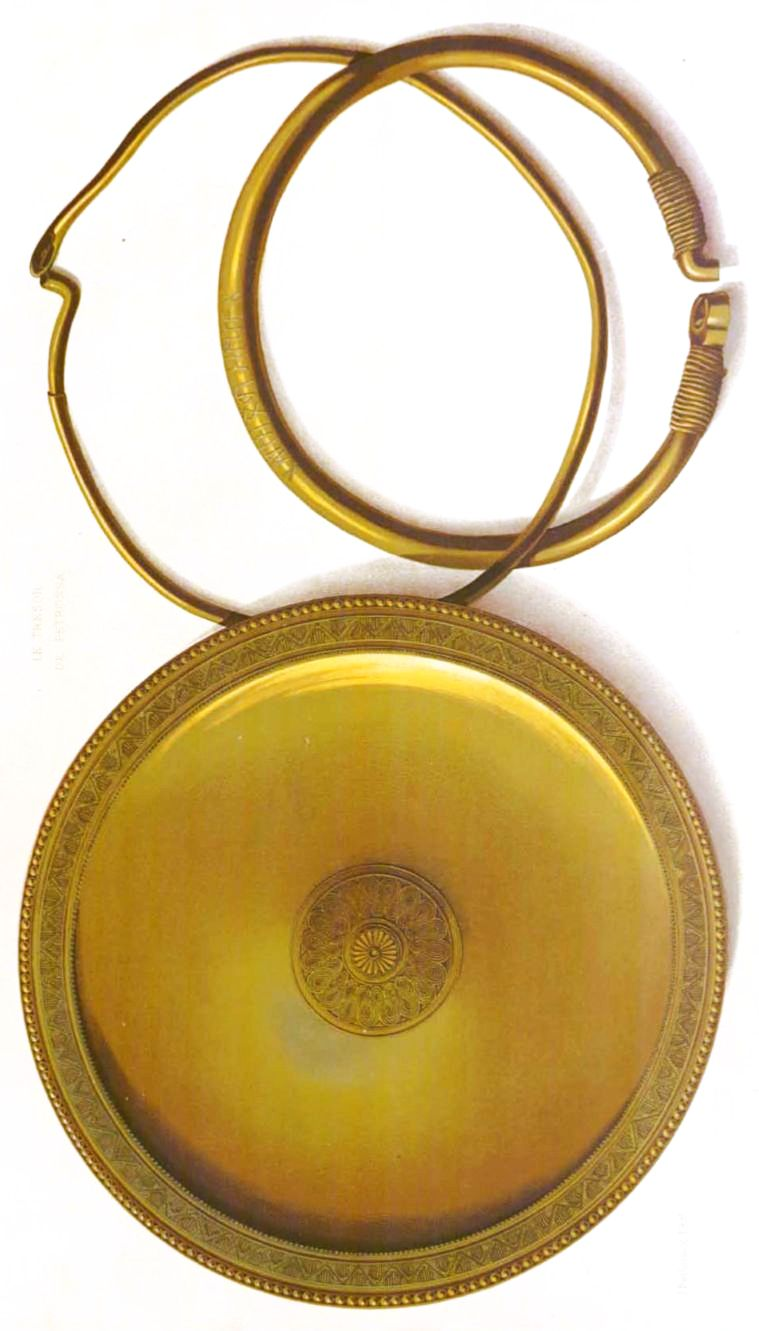
2 Colane si Talerul - cromolithografie de Henric Trenk, publicată de Alexandru Odobescu în Le Trésor de Pétrossa, vol. II, 1896

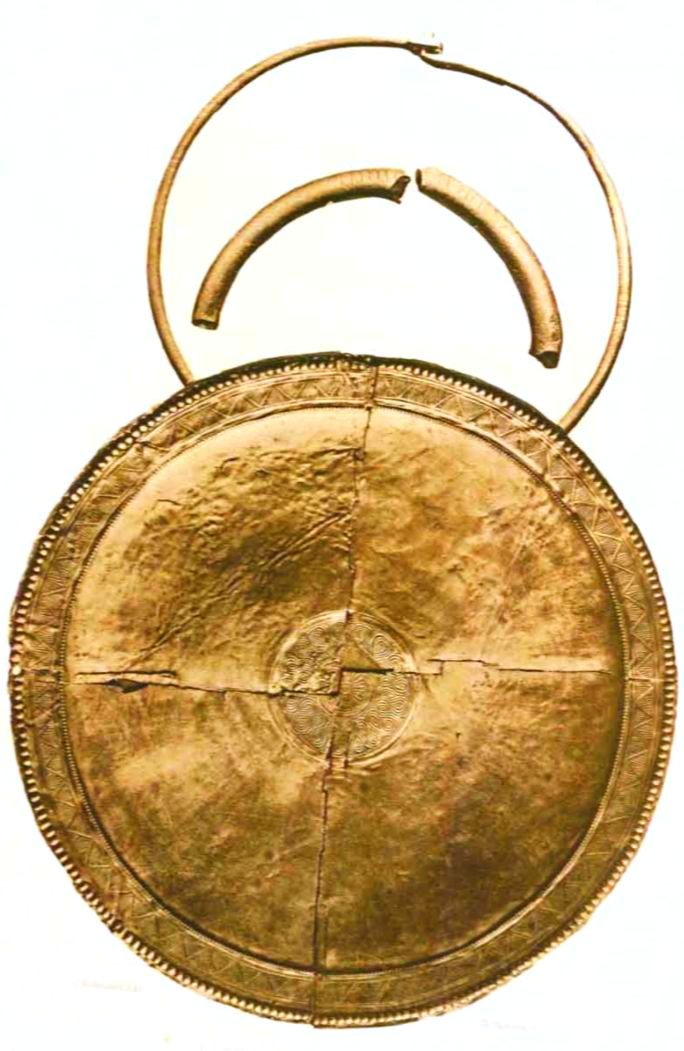
Colanul simplu, cel cu inscriptie și talerul - reproducere de Alexandru Odobescu

Această piesă antică a fost realizată dintr-o placă groasă de circa 2 mm ce are o ușoară concavitate, ea sprijinindu-se pe un mic fund inelar. Talerul are o margine răsfrântă în afară cu o lățime de circa 5 cm. Fiind impresinant datorită greutății sale, ca și a mărimii deosebite, vasul are un aspect plin de sobrietate, el având dispuse decoruri doar pe marginea circulară și în centru. Decorul de pe marginea răsfrântă, a fost făcută cu un ușor relief format din motive geometrice simpliste. Astfel, între două șiruri bobițe semisferice, încadrate de câteva linii, este prezentată o linie zigzagată. Colțurile liniei au fost umplute cu hașuri verticale adaptate poziției pe care o ocupă pe linie. Ca un vrej, o linie foarte fină cu extremitățile răsucite în formă de spirală, face conturului grupului de hașuri, dând întregului ansamblu geometric o tentă naturalistă. Centrul talerului este ocupat de o rozetă în relief, cu petale alungite. Ea este înconjurată de un fascicol de linii strâns ondulate sub formă de bandă.
Talerul a fost realizat prin ciocănire. Decorul, prin tehnica au repoussé, după care a fost cizelat destul de sumar, astfel că, se văd încă urmele ciocănirii pe spatele tăvii. Singurele componente care au fost aplicate prin sudură sunt bobițele de pe marginea buzei talerului.
Prin comparație cu valoarea aurului folosit, întreaga lucrare este lipsită de finețe și nu are un interes artistic demn de menționat. Există multe analogii pentru forma obiectului. În materialele documentare care au rămas din antichitate s-au făcut numeroase mențiuni despre astfel de vase, unele cizelate cu pietre prețioase. Despre multe din ele, autorii  antici au făcut referiri despre dimensiuni și greutăți de invidiat. Arheologic vorbind, s-au descoperit foarte multe talere confecționate din argint, destul de multe având dimensiuni mult mai mari decât talerul de la Pietroasa. Demn de menționat, este că niciunul din cele găsite nu au un aspect similar cu acesta din urmă.
Decorul și motivele folosite la talerul de la Pietroasa este unul dintre cele mai comune pe care le foloseau meșterii făurari din mai toate timpurile. Astfel, rozeta centrală derivă din cea mai banală formă născută de tradiția clasică greco-romană. Motivul ondulat de pe friza centrală își are obârșia în epoca bronzului, dar și pe vasele decorate în perioada migrațiilor. Linia zigzagată cu hașuri a fost folosită în toate perioadele istorice, ea avându-și originea în epoca neolitică. Bobițele semisferice sudate pe marginea vasului provin din repertoriul roman, inventat în epoca imperială și care a fost preluat în ornamentația popoarelor migratoare. Pe lângă toate aceste concluzii, aspectul de masivitate generat creativ ca urmare a unui gust plin de primitivism, ca și execuția neglijentă, sumară, sunt motive suficiente pentru care cercetătorii Tezaurului de la Pietroasa să indice o proveniență indigenă.